# Pieśń niepodległa
Pieśń niepodległa. Poezja polska czasu wojny – antologia poezji wydana konspiracyjnie w Warszawie w roku 1942. Redaktorem był Czesław Miłosz (ps. "ks. J. Robak"). Nakład wyniósł 1,6 tys. egzemplarzy po 128 stron. Była drukowana przez podziemną Oficynę Polską, jej okładkę zaprojektowała Stefania Kunstetter. Publikacja składała się z 5 części:
- Zwiastuny burzy,
- Ludzka skarga,
- Spokojne spojrzenie,
- Pieśń wiary,
- Droga do Polski.

Mieściła w sumie 34 wiersze autorów: Krzysztofa Kamila Baczyńskiego, Leopolda Staffa, Antoniego Słonimskiego, Juliana Tuwima, Władysława Broniewskiego, Jerzego Zagórskiego, Stanisława Balińskiego, Witolda Hulewicza, Czesława Miłosza, Świętopełka Karpińskiego, Anny Świrszczyńskiej, Romana Kołonieckiego.
Publikacja ta była uważana za najlepsze pod względem zawartości literackiej wydawnictwo podczas okupacji.